# Sedum niveum
Sedum niveum là một loài thực vật có hoa trong họ Crassulaceae. Loài này được Davidson miêu tả khoa học đầu tiên năm 1921.